# Брагино (Первомайська волость)
Брагино (рос. Брагино) — присілок в Новосокольницькому районі Псковської області Російської Федерації.
Населення становить 74 особи. Входить до складу муніципального утворення Пригородная волость.

## Історія
Від 2015 року входить до складу муніципального утворення Пригородная волость.

## Населення
| 2001 | 2002 | 2010 |
| ---- | ---- | ---- |
| 98   | ↗100 | ↘74  |